# Atomen, kernen en straling
Atomen, kernen en straling is een serie Nederlandse voorlichtingsfilm uit 1983 gemaakt door Han van Gelder ten behoeve van de maatschappelijke discussie over - het gebruik van - radioactiviteit.

## Aanleiding
Rond 1980 was de Nederlandse bevolking zeer terughoudend over het toepassen van nucleaire kennis. Omdat tegelijk radio-actieve stoffen en hulpmiddelen steeds meer werden toegepast, zoals in de diagnostiek bij gezondheidszorg en bij ziektebestrijding, wilde de overheid het publiek hierover informeren ten behoeve van een genuanceerde oordeelsvorming. Zij gaf de opdracht tot het maken van een aantal onafhankelijke -journalistieke- films over het onderwerp.

## Realisatie
Het moeilijkste van het maken van deze films was volgens Van Gelder dat het publiek waarvoor de film bedoeld was niet gemotiveerd was om er naar te kijken. Samen met zijn medewerkers deed hij een klein onderzoekje en daaruit bleek dat de meeste ondervraagden weinig van het onderwerp wisten, er geen interesse in hadden en het afwezen. "Samengevat was de reactie: "Wat moeten we met die rotzooi, weg ermee"".
Hij constateert drie problemen: ten eerste 'ligt' het onderwerp niet goed, ten tweede is het 'wetenschappelijk' dus grafieken, moeilijke woorden, cijfers, kortom: "niet leuk". En ten derde: veel mensen hebben al een mening, en een mening herzien is niet populair.
Met zijn medewerkers bekijkt hij een twintigtal films over het onderwerp en constateert dat vrijwel alles ongeschikt is om mensen zodanig te boeien dat ze kennisnemen van de inhoud. Hij besluit om niet radioactiviteit zelf als uitgangspunt te nemen, maar situaties in het dagelijkse leven. Vanuit die beelden wordt de koppeling naar straling gelegd en getoond in hoeverre die van nature aanwezig is, waar die vandaan komt en wat voor invloed die heeft. Daarnaast worden situaties getoond waar kunstmatige straling wordt opgewekt, hoe dat werkt, wat halfwaardetijd is, welk afval er vrijkomt en hoe men daar mee omgaat. Ondanks dat Han van Gelder een reputatie heeft op het gebied van trucage heeft hij die bewust zo beperkt mogelijk gehouden omdat met live-beelden de aandacht van het publiek beter behouden blijft.
Vanwege de onafhankelijke benadering kreeg Van Gelder geen informatie van zijn opdrachtgever en had deze geen inbreng. Hij maakte gebruik van eigen research en formeerde een adviesgroep wetenschappers bestaande uit prof. dr. C. de Jager, dr. Peter Paul van Rijk en dr. Harold Blauw.